# Brouwerij Den Engel
Brouwerij Den Engel ook wel Brouwerij Vandevoorde is een voormalige brouwerij gelegen in de Trilkouter te Ertvelde en was actief van ergens in de 17de eeuw tot 1952. De gebouwen zijn momenteel opgenomen in de inventaris van onroerend erfgoed.

## Gebouwen
De voormalige brouwerijgebouwen worden nu gebruikt voor huisvesting. Hierbij werden erfgoed elementen gespaard.
Deze elementen zijn, de schoorsteen die terug in gebruik is voor de gemeenschappelijke verwarming, het typerende dakkapel als damp-aflating, de smeedijzeren brouwsymbolen (brouwvork, hopmand) in het brouwershuis, reclamepaneel langs de trilkouter.

## Bieren[4]
- Ertveldsch Bier